# Schlacht um Zarizyn
Die Schlacht um Zarizyn, in der heutigen russischen Geschichtsschreibung Verteidigung von Zarizyn (russisch Оборона Царицына), fand im Zuge des Russischen Bürgerkrieges – mit Unterbrechungen – von Juli 1918 bis Januar 1920 an der Front in Südrussland statt. Zunächst gelang es der Roten Armee die Stadt Zarizyn vor mehrfachen Angriffen der hauptsächlich von Donkosaken gebildeten weißen Donarmee bis Januar 1919 erfolgreich zu verteidigen und daraufhin weiter nach Süden und Westen vorzudringen. Nachdem ihr Vorstoß im Frühjahr 1919 aber gestoppt werden konnte und die weißen Streitkräfte Südrusslands im Rahmen einer eigenen Offensive von Mai bis Juni 1919 nach Norden vorstießen, musste sie die Stadt vorläufig räumen. Ab August 1919 wurden die weißen Streitkräfte dann wiederum in Verteidigung gedrängt und die Kämpfe um die Stadt endeten schließlich damit, dass Zarizyn am 3. Januar 1920 endgültig in die Hände der Roten Armee fiel.
Nach dem Bürgerkrieg wurde die Stadt am 10. April 1925 nach Josef Stalin, dem befehlsführenden Politkommissar der Verteidiger von Juni bis Oktober 1918, in Stalingrad umbenannt.

## Vorgeschichte

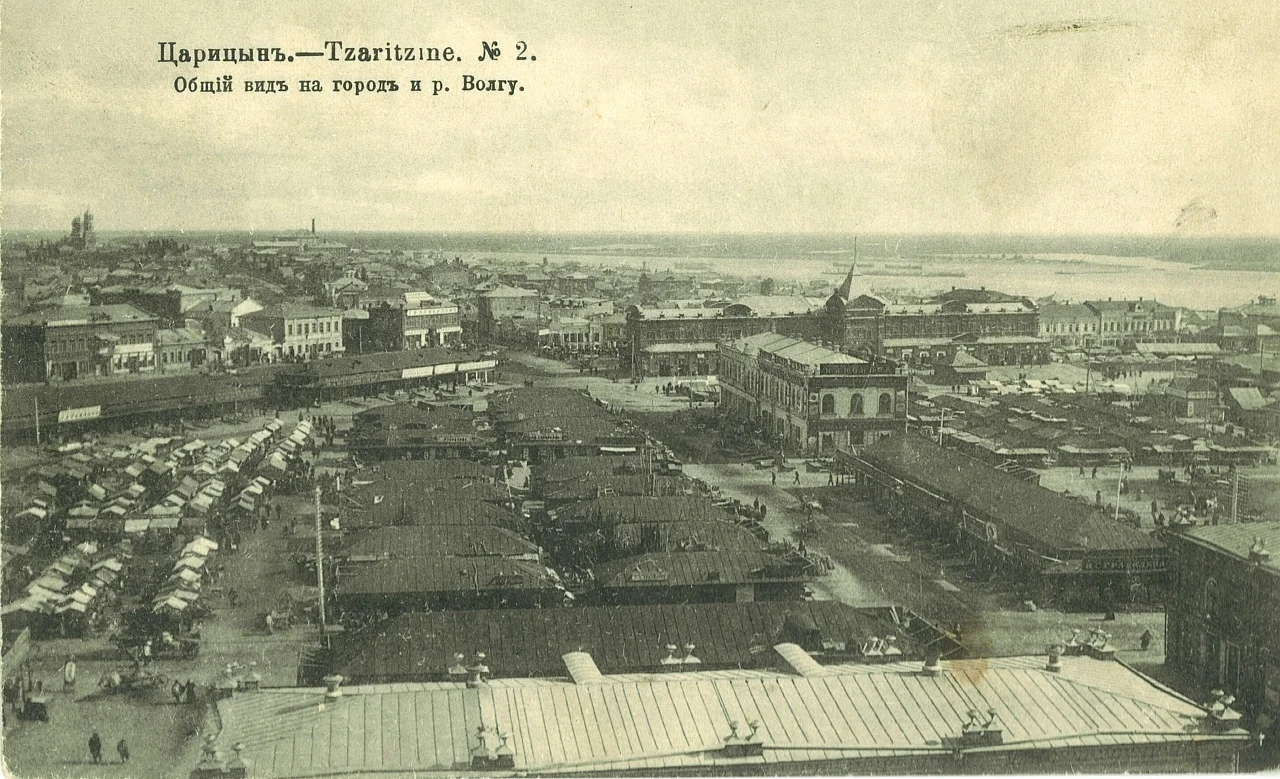
Ansicht der Stadt Zarizyn (vor 1917)

Die Stadt Zarizyn war in den letzten Jahren des Russischen Kaiserreiches und während der Russischen Revolution bis zum Sommer 1918 ein bedeutendes industrielles Zentrum und ein wichtiger Verkehrsknotenpunkt am Unterlauf der Wolga in Südrussland und hatte deswegen unabhängig von den kurzfristigen Umständen des beginnenden Russischen Bürgerkriegs einen strategischen Wert.
Nach der Machtübernahme der Bolschewiki im Zuge der Oktoberrevolution im November 1917 begannen deren lokale Parteiorganisationen auch in den Gebieten Südrusslands die Macht zu übernehmen. In Zarizyn geschah diese Machtübernahme friedlich und die Stadt befand sich bis zum Sommer 1918 fest im Machtbereich der Bolschewiki.
Im Gebiet der Donkosaken (Don-Kosakenheer) stießen die Bolschewiki im Gegensatz dazu auf den Widerstand der Kosaken unter ihrem Anführer (Ataman) Alexei Kaledin, der die Machtübernahme für unzulässig und das bis in die Nähe Zarizyns reichende Gebiet zur Kontrollzone der Donkosaken erklärte. Unter wesentlicher Beteiligung von Sergei Syrzow gelang es den Bolschewiki Anfang Februar 1918 Rostow am Don zu besetzen und die Kontrolle über das Gebiet der Kosaken zu großen Teilen zu übernehmen. Am 23. März 1918 wurde auf dem Territorium der Donkosaken die Don-Republik ausgerufen (ab Mitte April Sowjetrepublik Don). Ab Ende März brachen in einer Reihe von Dörfern Aufstände der Donkosaken aus, die durch Versuche der Landumverteilung der Regierung der Sowjetrepublik Don und vielerorts durch Hinrichtungen und Raubüberfälle durch die Roten Garden unter dem Kommando von Rudolf Sivers provoziert wurden.
Gemäß dem von der Ukrainischen Volksrepublik mit den Mittelmächten unterzeichneten Abkommen marschierten die deutschen Truppen im März 1918 auch in Südrussland ein. Im April 1918 wurde in Nowotscherkassk die Gründung der „Großen Don-Armee“ angekündigt. Aus den aufständischen Kosakeneinheiten wurde die weiße Donarmee gebildet. Im Zuge der deutschen Operation Faustschlag wurden Anfang Mai die Städte Rostow, Nachitschewan am Don, Taganrog, Millerowo, Tschertkowo von Truppen des Deutschen Kaiserreiches besetzt. (→20. Landwehr-Division) Die zu diesem Zeitpunkt unorganisierten Einheiten der noch in der Entstehung begriffenen Roten Armee hatten dem nichts entgegenzusetzen und flohen nach Norden und in Richtung Zarizyn. Auch die Führung der Sowjetrepublik Don wurde zunächst nach Zarizyn evakuiert und war in der Staniza Welikoknjascheskaja (heute Proletarsk) bis Ende Juni 1918 tätig. Am 16. Mai 1918 wurde in Nowotscherkassk General Pjotr Krasnow zum Ataman der Don-Kosaken gewählt und setzte den von ursprünglich von Kaledin begonnenen Krieg der Kosaken gegen Sowjetrussland fort. Die Kosaken wurden gemäß der ursprünglich von General Erich Ludendorff, dem Generalquartiermeister der OHL des deutschen Kaiserreiches, betriebenen imperialen Politik der Abtrennung der Randgebiete des ehemaligen Russischen Kaiserreiches von den deutschen Truppen im Austausch gegen Getreide mit Waffen versorgt.

### Vorrücken der Donarmee
Im Juli 1918 beabsichtigte die Führung der Donarmee, die zu diesem Zeitpunkt aus etwa 43.000 Kämpfern mit 610 Maschinengewehren und über 150 Geschützen bestand, die nördlichen Regionen des Gebietes der Donkosaken vollständig von den Bolschewiki zu erobern und Zarizyn einzunehmen. Für die weiße Bewegung eröffnete die Einnahme von Zarizyn die Möglichkeit, sich mit den weißen Truppen des Anführers der Orenburger Kosaken, dem Ataman Alexander Dutow und der von der Tschechischen Legion unterstützten weißen Volksarmee des Komutsch zu vereinigen (→Kasaner Operation), gleichzeitig konnte im Falle eines Erfolgs die östliche Flanke der Donarmee für eine zukünftige Offensive in Richtung auf Woronesch gesichert werden.
Zum Angriff auf die Rote Armee wurde die weiße Donarmee in drei Gruppen eingeteilt. Zwei dieser Gruppen rückten auf Zarizyn vor: eine 10.000 Kämpfer umfassende Division unter Oberst Poljakow, die aus dem Gebiet von Welikoknjascheskaja in Richtung der ehemaligen deutschen Kolonie Sarepta (heute ein Teil von Wolgograd) und südlich davon vorstieß und die Hauptkräfte unter General Konstantin Mamontow mit 12.000 Kämpfern auf der Linie von Werchne-Kurmojarskaja (heute aufgegebenes Dorf auf dem Gebiet des Zimljansker Stausees) in Richtung Kalatsch nach Zarizyn vorrückten. Eine dritte operative Gruppe unter Generalmajor Alexander Fitzchelaurow mit etwa 20.000 Kämpfern rückte über Kremenskaja und die Staniza Ust-Medweditskaja (heute Serafimowitsch) nach Norden vor und sollte das noch in der Hand der Bolschewiki verbliebene Gebiet des Donkosakenheers erobern und darüber hinaus bis in die Nähe von Woronesch vorstoßen. Damit war nur die Hälfte der Kräfte der Donarmee auf das strategisch wesentlich bedeutendere Ziel Zarizyn angesetzt.
Ataman Krasnow und General Michail Alexejew als Anführer der weißen Bewegung in Südrussland befürworteten zusätzlich das Vorrücken der russischen Freiwilligenarmee unter General Anton Denikin auf Zarizyn. Denikin, der zu diesem Zeitpunkt erfolglos die Unterordnung der Kosaken unter ein gesamtrussisches Kommando forderte, lehnte dies unter Verweis auf die Kollaboration der Don-Kosaken mit dem Deutschen Kaiserreich ab.

### Verteidigungsvorbereitungen der Bolschewiki
Am 6. Juni 1918 traf Josef Stalin in Zarizyn ein und übernahm dort fast sofort die Befehlsgewalt über die zivile Verwaltung und den nordkaukasischen Militärbezirk, obwohl er bis dahin keinerlei Kenntnis von militärischer Führung erworben hatte. Stalin hatte vom Rat der Volkskommissare der RSFSR den Auftrag erhalten, unbedingt Getreidelieferungen aus Südrussland nach Zentralrussland zu organisieren und wurde daran durch die Erhebung der Donkosaken vollständig gehindert. Ab dem 19. Juni 1918 übernahmen die Mitglieder des Militärrats des Militärbezirks Nordkaukasus unter Stalins eigenmächtiger Führung die militärischen Operationen zum Schutz von Zarizyn. Im Juni und Juli 1918 versammelte das Hauptquartier des nordkaukasischen Militärbezirks unter der Leitung des ehemaligen Generalleutnants Andrei Snesarew auf Drängen Stalins alle Kräfte der Roten Armee im Gebiet von Zarizyn, die bis zum Beginn der Belagerung auf 39.465 Kämpfer und 240 Geschütze und 13 Panzerzüge anwuchsen und damit den weißen Kosakeneinheiten deutlich überlegen waren. Im Gegensatz dazu wurde die Front der Roten Armee westlich der Stadt bis zur von deutschen Truppen besetzten Ukraine durch diese Maßnahmen gefährlich geschwächt. Unter der Führung des Militäringenieurs des Nordkaukasus-Militärbezirks Dmitri Karbyschew wurden am südlichen und westlichen Stadtrand zwei bis drei Grabenlinien mit Drahthindernissen angelegt. Die Bevölkerung der Stadt wurde mobilisiert, um diese zusätzlichen Befestigungen zu errichten und die Zugangswege zur Verteidigung herzurichten. Der als Artilleriechef des Nordkaukasus-Militärbezirks fungierende ehemalige Oberst Wladimir P. Tschebyschew positionierte Artilleriestellungen an den wichtigen Zugängen zur Stadt. Matrosen der ehemaligen Schwarzmeerflotte, die Anfang Juli 1918 in Zarizyn eintrafen, organisierten eine Wolga-Flottille mit acht Booten, die mit Maschinengewehren und leichten Kanonen bewaffnet wurden, zwei Dampfschiffe wurden zu Kanonenbooten umgebaut. Alle Kräfte der Roten Armee in Zarizyn wurden zu einer Armee (ab dem 3. Oktober 1918 10. rote Armee) unter dem Kommando von Kliment Woroschilow vereinigt.
Die Vorbereitungen zur Verteidigung der Stadt wurden durch den Konflikt zwischen den Bolschewiki unter Stalin und Woroschilow und den als Militärspezialisten eingesetzten ehemaligen Offizieren der kaiserlich-russischen Armee behindert, die insgeheim einen Sturz des Regimes der Bolschewiki planten. Dies geht aus den im Jahr 2017 veröffentlichten Tagebuchaufzeichnungen des als Stabschef von Snesarew fungierenden ehemaligen Generals Nosowitsch hervor. Beispielsweise wurden in Zarizyn große Mengen an Gewehrmunition und Maschinengewehre dem Zugriff der Roten Armee durch Tschebyschew entzogen. Andererseits verachtete Stalin die Militärspezialisten zutiefst und war sich darin mit Woroschilow einig, der eine als “5. ukrainische Armee” bezeichnete Gruppe von ungefähr 15.000 Rotgardisten aus der Ostukraine bei Luhansk nach Zarizyn geführt hatte.

## Offensive der Donarmee im August 1918
Gemäß den Kräfteverhältnissen und der Stärke der Befestigungen der Roten Armee um Zarizyn entschieden sich die Befehlshaber der Donarmee dafür, bis auf Weiteres von einem direkten Angriff auf Zarizyn selbst abzusehen und die Stadt durch eine unter dem Kommando von General Konstantin Mamontow befindliche Verteidigungsstellung mit 12.000 Kämpfern von den sich nordwestlich der Stadt befindlichen Hauptstoßrichtungen zu isolieren. Am 30. Juli 1918 befanden sich die Stellungen von Mamontows Truppen am Don ungefähr 40 Kilometer westlich vor Zarizyn. Ihnen gegenüber befand sich mit ca. 27.000 Kämpfern die Hauptstreitmacht der 10. roten Armee. Zeitgleich waren die Kosakenverbände unter Generalmajor Alexander Fitzchelaurow gegen geringen Widerstand nach Norden und Nordwesten vorgestoßen und hatten dabei die Eisenbahnlinien von Zarizyn in Richtung Zentralrussland an zwei Stellen unterbrochen. Die den ungefähr 300 Kilometer langen Frontbogen von der deutschen Besatzungszone bis zur Wolga verteidigenden Kräfte der Roten Armee waren mit insgesamt 19.820 Kämpfern und 38 Geschützen weitaus weniger schlagkräftig als die Einheiten in Zarizyn selbst.
Anfang August 1918 erreichte die nördliche Gruppe der Weißen Armee unter Fitzchelaurow die Wolga nördlich von Zarizyn und drängte Teile dort eingesetzten Gruppe Ust-Medweditski unter Filipp Mironow nach Süden in Richtung Zarizyn zurück. Der Umfassungsring der Don-Armee um die Stadt war jetzt bis zur Wolga geschlossen. Kommunikations- und Transportmöglichkeiten bestanden damit für die Rote Armee nur noch auf der Wolga selbst und am östlichen Ufer des Flusses.
Am 7. August 1918 unterzeichnete Ataman Krasnow für den von ihm proklamierten Staat der Donkosaken einen Vertrag zur gegenseitigen Anerkennung mit dem auf Betreiben General Ludendorffs inzwischen entstandenen Ukrainischen Staat unter dem Hetman Pawlo Skoropadskyj. Zeitgleich sandte er Emissäre zu General Ludendorff um dessen Unterstützung für die Anerkennung des Donkosakenstaats und deutsche militärische Hilfe bei der Eroberung von Zarizyn zu erbitten.
In Anbetracht der sich für die Kosaken sehr positiv entwickelnden Lage ging Mamantows Gruppe am 8. August doch in die Offensive und durchbrach die Front der Roten Armee. Am 18. August 1918 eroberten Mamantows Einheiten die Vororte Sarepta und Jersowka und standen somit direkt vor Zarizyn. Hier wurden die angreifenden Kosaken im Stellungskampf von der Roten Armee abgewiesen. Am 22. August 1918 ging die Rote Armee ihrerseits in die Offensive und drängte die Truppen Mamontows bis zum 6. September 1918 im Süden bis an den Fluss Sal und im Westen an den Bogen des Don zurück. Das Scheitern des ersten Angriffs auf Zarizyn wurde laut den Memoiren Krasnows dadurch begünstigt, dass die Donarmee praktisch keine schweren Waffen und Infanterieeinheiten für den Stellungskampf vor Zarizyn zur Verfügung hatte.

## Die Verteidigung
Am 27. Mai traf das Anfang Mai in Moskau gebildete Hauptquartier des Nordkaukasischen Militärbezirks in Zarizyn ein. Ein ganzer Stab von Militärexperten sollte die Ordnung in der desorganisierten bolschewistischen Armee wiederherstellen. Generalleutnant Andrei Snesarew und Josef Stalin wurden vom Allrussischen Zentralen Exekutivkomitee in den Süden Russlands delegiert. Stalin kam am 6. Juni 1918 in Zarizyn an, um dort die Lebensmittelversorgung zu organisieren. Bald telegrafierte er Tagesberichte an den Vorsitzenden des Rates der Volkskommissare Wladimir Lenin. Stalin nutzte die kritische militärische Lage Moskaus aus und ergriff die politische Macht in Zarizyn. Er begann aktiv in militärische Angelegenheiten einzugreifen, ohne dementsprechende Vorbildung. In der Folge kam es zu einem Konflikt mit Militärexperten, insbesondere mit dem Kommandanten des nordkaukasischen Militärbezirks Andrei Snesarew. Stalin lehnte generell den Einsatz alter zaristischer Offizierskader in der roten Armee ab, wobei er von Woroschilow und Semjon Budyonny unterstützt wurde. Zusätzliche Widersprüche mit den vorgesetzten Militärs verschärften den Konflikt mit dem Vorsitzenden des Revolutionären Militärrats, Leo Trotzki, der weiterhin zaristische Offiziere für den sowjetischen Dienst gewinnen wollte.

### Erste Verteidigung
Mitte Juli 1918 zog sich Woroschilow mit den Resten der roten 3. und 5. ukrainischen Armee vor den deutschen Truppen in das Gebiet von Zarizyn zurück, wo sich die rote 10. Armee neu etablierte. Am 22. Juli wurde der Militärrat des Nordkaukasischen Militärbezirks geschaffen, als Vorsitzender fungierte I. W. Stalin, Mitglieder des Kriegsrats waren Woroschilow und Sergei Minin. Am 24. Juli wurden die roten Formationen der Zarizyn-Front in mehrere Sektoren unterteilt:
- Gruppe Zarizyn (Kommandeur N. W. Chartschenko, etwa 22.700 Mann, 162 Maschinengewehre, 82 Geschütze); davon im Raum Schutowo - die Division Krugljakow und im Raum Kotelnikowo - die Division Wassiljew.
- Gruppe Ust-Medweditski (Kommandeur F. K. Mironow, etwa 7000 Mann, 51 Maschinengewehre, 15 Geschütze)
- Gruppe Salsk (Kommandeur G. K. Schewkopljasow, etwa 17.000 Mann, 86 Maschinengewehre, 17 Geschütze).
- In Zarizyn selbst befand sich eine Reserve unter dem Kommando von I. W. Tulak mit 1300 Bajonetten, 500 Säbeln, 47 Maschinengewehren und 8 Geschützen.

Die in Zarizyn ankommenden und gebauten Panzerzüge wurden unter dem Kommando von F. N. Aljabjew zu einer Panzerkolonne zusammengefasst (bis Oktober 1918 gab es 12 Panzerzüge). Der Luftraum über Zarizyn wurde von zwei Fliegerstaffeln gedeckt: im Westabschnitt durch die Zaritsyn-Staffel unter dem Piloten V. V. Karpow und im Südost-Abschnitt durch die Kuban-Staffel unter dem Piloten V. Kuchinski.
Ende Juli wurde im Zusammenhang mit der Einnahme von Torgowaja und Welike Knjazheskaja durch die Weißgardisten die Verbindung von Zarizyn zum Nordkaukasus unterbrochen. Stalin stand vor der Aufgabe, den Getreideexport um mindestens das Dreifache steigern zu müssen. Diese Beschlagnahme von Lebensmitteln hat in der sowjetischen Geschichtsschreibung den Propagandanamen „Kreuzzug für das Brot“ erhalten und wurde später als Beweis für Stalins Verwaltungstalent dargestellt.
Anfang August erreichte die nördliche Gruppe der Weißen Armee die Wolga oberhalb von Zarizyn und drängte Teile der roten Divisionen Kikwidze und Mironow aus der Stadt. Der große Umfassungsring um die Stadt war praktisch zur Wolga geschlossen. Vom 15. bis 20. August tobten heftige Kämpfe um die Stadt, beide Seiten erlitten schwere Verluste. Teile der Roten Armee und die Arbeiterregimenter schlugen den ersten großen Ansturm der Krasnow-Truppen zurück und starteten eine Gegenoffensive. Am 20. August wurde klar, dass die Don-Armee die Stadt nicht einnehmen konnte - die Kosaken waren in der Verteidigungslinie festgefahren. Krasnow schrieb in seinen Memoiren: „Es gab keine schwere Artillerie, um das Feuer der Zarizyn-Batterien abzuwehren, es gab zu wenig Kräfte um die gegnerischen Positionen zu überwinden und einzunehmen, die durch Stacheldraht und Schluchten stark durchzogen war.“
Am 29. August kämpften die roten Truppen die Orte Kotluban und Karpowka frei und am 6. September wurde Kalatsch zurückerobert. Die Front wurde 80–90 Werst nach Westen vorgeschoben. Die Panzerzüge von Fjodor Aljabjew spielten eine wichtige Rolle bei der Niederlage der Weißen, auch die Matrosen der Wolga-Militärflottille unter K. I. Zedin hatten eine entscheidende Rolle am Abwehrerfolg. Am 6. September telegrafierte Stalin im Namen des Militärrats des Nordkaukasus-Militärbezirks an den Rat der Volkskommissare: „Die Offensive der Truppen des Gebiets Zarizyn war von Erfolg gekrönt ... Der Feind wurde völlig besiegt und hinter den Don zurückgeworfen. Zarizyns Position ist solide. Die Offensive geht weiter.“
Ab September 1918 wurde Stalin von den sowjetischen Behörden allgemein als Kommandant des strategisch wichtigen Frontabschnittes Zarizyn anerkannt, unter Ignorierung seines Ungehorsams gegenüber dem Revolutionären Militärrat und dem übergeordneten General P. P. Sytin, der von Moskau entsandt war, um die am 11. September neu geschaffene Südfront zu befehligen. Der rote Oberbefehlshaber Joakim Joakimowitsch Wazetis und sein Mitglied des Revolutionären Militärrats Karl Christianowitsch Danischewski forderten Stalin auf, mit dem Frontkommandanten zusammenzuarbeiten und telegraphierte nach Zarizyn: "Führen Sie keine Umgruppierung von Truppen ohne Erlaubnis des Frontkommandanten Sytin durch."
Stalin und sein Kriegsrat bewerteten General Sytin als „nicht nur an der Front unnötig, sondern auch nicht vertrauenswürdig und daher schädlich“, und Trotzkis Aktivitäten würden zum Zusammenbruch der Front führen. Lenin sandte am 19. September 1918 ein Grußtelegramm an die Verteidiger von Zarizyn: „Sowjetrussland bewundert die Heldentaten der kommunistischen und revolutionären Regimenter von Chudjakow, Chartschenko und Kolpakow, der Kavallerie von Dumenko und Bulatkin und den Panzerzügen von Aljabyjew. Haltet die Roten Banner hoch, tragt sie furchtlos voran, tilgt gnadenlos die Konterrevolution des Generalgrundbesitzers und zeigt der ganzen Welt, dass das sozialistische Russland unbesiegbar ist.“

### Zweite Verteidigung
Am 22. September gingen die Hauptkräfte der Don-Armee von Krasnow zum zweiten Mal zur Offensive gegen Zarizyn über. Das Kommando der Weißen Armee schuf zwei Angriffsgruppen:
- General Fitzchelaurow (20.000 Mann, 122 Maschinengewehre, 47 Geschütze, 2 Panzerzüge), die gegen Krasny Jar, Kamyschin, Kaschalino, Dubowka, Zaritsyn
- General Mamontow (25.000 Mann, 156 Maschinengewehre, 93 Geschütze, 6 Panzerzüge), der in Richtung auf Woroponowo - Sarepta operierte.

Vom 27. bis 30. September kam es im zentralen Sektor - im Gebiet Kriwo-Musginskaja - zu heftigen Kämpfen. Mit Unterstützung gepanzerter Fahrzeuge rückten die Don-Kosaken in fünf Kolonnen vor und nahmen Zarizyn in die Zange. Panik erfasste die Verteidigung der Stadt. Die rote 10. Armee wurde zurückwerfen, deren Truppen zogen sich bis Anfang Oktober vom Don in die Vororte von Zarizyn zurück. Ende September begannen die Weißgardisten, die Stadt von Süden aus zu umgehen, am 2. Oktober nahmen sie Gniloaksayskaja ein, am 8. Oktober - Tinguta. Die Kosaken erreichten die Wolga nördlich und südlich der Stadt, überquerten ihr linkes Ufer und schnitten den Roten die Eisenbahnlinie Zarizyn-Tichoretz ab.
Am 2. Oktober 1918 ordnete das Zentralkomitee in Moskau auf Betreiben Trotzkis die unbedingte Unterordnung Stalins unter den Revolutionären Militärrat an. Bei Meinungsverschiedenheiten könne Stalin nach Moskau kommen, Berufung einlegen und die endgültige Entscheidung des Zentralkomitees abwarten. Der Sekretär des Zentralkomitees J. M. Swerdlow, der den Beschluss des Plenums ausführte, telegrafierte nach Zarizyn: „Alle Beschlüsse des Revolutionären Militärrats sind für die Militärräte der Fronten verbindlich. Ohne Unterordnung kann keine einzige Armee die Beschlüsse des Revolutionären Militärrats umsetzen. Wenn Sie sie für schädlich oder falsch halten, empfehlen wir Ihnen, nach Moskau zu kommen und gemeinsam zu diskutieren, die richtige Entscheidung zu treffen.“ Darüber hinaus bestand Trotzki darauf, Stalin ganz aus Zarizyn abzuberufen. Am 5. Oktober traf Stalin in Moskau ein, von wo er am 11. als vollwertiges Mitglied des Kriegsrats der RSFSR nach Zarizyn zurückkehrte: Mit der Erhebung des Volkskommissariats anstelle von Sanktionen bei Nichtbefolgung von Befehlen demonstrierte Lenin deutlich seine eigene Einstellung zu Militärexperten. Stalin wurde durch die Unterstützung ermutigt und ignorierte weiterhin die Befehle des Volkskommissars für Verteidigung, Leo Trotzki. Am 11. Oktober kamen Stalin und Woroschilow bei der Analyse der entstandenen Lage zu dem allgemeinen Schluss, dass sich die Lage im Zentrum, auf der Achse Woroponowo-Businowka und Karpowka entspannte. Die Lage im Süden in der Region Sarepta blieb aber alarmierend. In der Abwehr der Roten klaffte eine riesige Lücke. Es war notwendig, so lange wie möglich im Zentrum und im Nordsektor der Zarizyn-Front zu halten. Die rote Kampfgruppen wurden angewiesen, Basargino, Woroponowo sowie die Linie bis zum Fluss Ilowlja bis zum Letzten verteidigen. Am Abend des 11. Oktober sandte Woroschilow dem Kommandanten des Sektors Ilowlinski, Kolpakow, eine operative Orientierungshilfe und betonte die Wichtigkeit den Raum südlich von Zarizyn nicht aufzugeben.
Die Don-Armee vertrieb die Roten aus den Vororten Sarepta-Beketowka und erreichte am 15. Oktober die letzte Verteidigungslinie der Stadt. Etwa 11.000 Infanterie- und Kavalleriesoldaten unter Kowalew waren im Süden, 170 km von Zarizyn entfernt verblieben; sie beschlossen, sich nach Norden nach Zarizyn durchzukämpfen. Die 1. separate Brigade unter dem Kommando von Krugljakow, bereits durch die Erfahrungen des August 1918 belehrt, zog sich rechtzeitig über die Bahnstation Tinguta nach Norden in das Gebiet von Chapurniki-Sarepta zurück und rettete dadurch 2500 erfahrene Kämpfer für die Verteidigung von Zarizyn.
Das Kommando der Don-Armee ordnete für den 17. Oktober den entscheidenden Angriff auf Zarizyn an. Der Ataman Krasnow zweifelte nicht am Erfolg seiner Vorstöße, aber unerwartete Hilfe wurde den Belagerten von der kaukasischen Front zuteil. Im Morgengrauen begannen die Weißen, sich Sadovaja zu nähern. Bei Woroponowo brachen schwere Kämpfe aus, von deren Ausgang das Schicksal der Stadt abhing. Nachdem er andere Sektoren der Front geschwächt hatte, befahl Woroschilow im Zentrum, auf einer Strecke von 4–5 Kilometern, fast alle seine Artilleriebatterien (unter der Führung von Kulik) und den Panzerzug von Aljabjew zu konzentrieren. Als Ergebnis einer 45-minütigen Schlacht wurde die Astrachan-Kosaken-Division vollständig besiegt, und Mamantows Einheiten drohte die Einkreisung. Als am Morgen die Truppen der Weißen Kosaken einen Angriff auf Sadowaja starteten, wurden sie von fast 200 Kanonen beschossen. Die Artilleriegruppe von M. I. Kulikow interagierte dabei wirksam mit dem Feuer der Panzerzüge. Von der Wolga aus wurden die Truppen der 10. Armee von der roten Flottille unterstützt: etwa 200 Geschütze, verteilt über die gesamte 40 Kilometer lange Frontstrecke von Gumrak im Norden bis Sarepta im Süden. Der Wendepunkt zugunsten der roten 10. Armee unter Woroschilow trat mit der Ankunft einer roten Elite-Division aus dem Kaukasus ein. Der rote Kommandant D. P. Shloba zerstritt sich mit seinem Vorgesetzten I. L. Sorokin, dem Befehlshaber der roten 11. Armee und vollzog einen eigenmächtigen 800 Kilometer langen Hilfsmarsch nach Zarizyn.
In den folgenden Kämpfen besiegte die Rote Armee alle vier eingesetzten Krasnow-Divisionen. Die geplante Offensive der Weißen Kosaken auf Woronesch-Moskau wurde abgebrochen. Die Weißen verloren 12.000 Tote und Gefangene, 25 Geschütze und mehr als 300 Maschinengewehre. Die Bolschewiki erledigten die Verwundeten direkt auf dem Schlachtfeld. Die Niederlage, die aus einem fast errungenen Sieg erwuchs, wurde für General Mamantow zu einer persönlichen Tragödie, von der selbst die Feinde mit großem Respekt sprachen.

## Ausgang
Bis Mitte Dezember 1918 konnte die Don-Armee der Kosaken keine aktiven Aktionen im Gebiet von Zarizyn unternehmen und verteidigte sich an den Zugängen zum Don. Der Abzug der deutschen Truppen aus der Ukraine destabilisierte das zuvor sichere Hinterland. Die Don-Armee befand sich bereits im Verfall, es war nicht mehr möglich, den Angriff auf Zarizyn fortzusetzen.
Die rote 10. Armee fesselte mit ihren Aktionen fast ein Drittel der Don-Armee, die auch unter zunehmendem Druck der roten 8. und 9. Armee stand. Die allgemeine Situation zwang das Oberkommando der Donarmee dazu, sich mit der Freiwilligenarmee zu vereinen und sich General Denikin als Oberbefehlshaber der Streitkräfte des Südens Russlands zu unterwerfen. Dieser Akt geschah am 26. Dezember 1918 (8. Januar 1919) am Bahnhof Torgowaja.
Am 1. Januar 1919 konnte General Krasnow die dritte Offensive gegen Zarizyn beginnen. Die Donarmee konzentrierte ihre Hauptgruppe unter General Mamontow (31.000 Mann, 112 Kanonen und 5 Panzerzüge) gegen die rote 10. Armee, welche jetzt von Oberst A. I. Jegorow geführt wurde. Jegorow verfügte über 34.000 Mann, 152 Kanonen, 200 Maschinengewehre, 13 gepanzerte Züge, aber es herrschte ein starker Mangel an Munition. Am 12. Januar brachen die Krasnow-Truppen nördlich von Zarizyn durch und nahmen Dubowka. Um den allgemeinen Durchbruch zu verhindern, verlegte das sowjetische Oberkommando die Kombinierte Kavallerie-Division von B. M. Dumenko aus dem Südsektor von Zarizyn nach Norden. Die Weißgardisten nutzten die Schwächung des Südsektors aus und eroberten am 16. Januar Sarepta, dies war aber deren letzter Erfolg. Am 14. Januar drängte die Reiterei von Dumenko die Weißen wieder aus Dubowka hinaus und unternahm dann unter dem Kommando von Semjon Budyonny einen tiefen Kavallerieraid hinter den feindlichen Linien. Die rote 8. Armee (M. N. Tuchatschewski) und rote 9. Armee (P. J. Knjagnitski), die ebenfalls in die Offensive übergingen, bedrohten die Zarizyn-Gruppe der Weißen Kosaken von hinten und erreichten bis Februar 1919 den Rückzug der Gegner und damit eine vorläufige Aufhebung der Umzingelung.
In weiteren Kämpfen von Mai bis Juni 1919 musste die Rote Armee infolge einer weiteren Offensive der Weißen Truppen die Stadt Zarizyn schließlich aufgeben. Diesmal griff die kaukasische Armee der Weißen unter General P. N. Wrangel die Stadt an. Am 16. Junijul. / 29. Juni 1919greg. gegen 3 Uhr begann die Offensive der Weißen. Um Einkreisung und Niederlage zu vermeiden, verließ die 10. Armee Zarizyn und zog sich nach Norden zurück. 6 britische Tanks unterstützten den Angriff im Abschnitt der 7. Division, der zweite Angriff am 29.–30. Juni endete mit der Einnahme von Zarizyn.

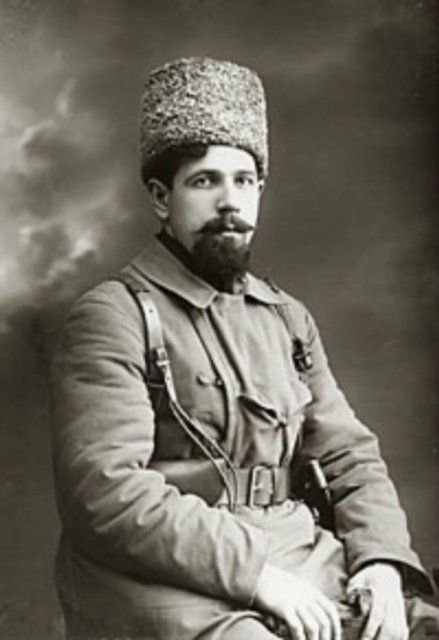
Pawel Dybenko

Anfang September 1919 näherte sich die rote 10. Armee wieder, ergänzt und unterstützt von der Wolga-Kaspischen Militärflottille und begann mit der Rückeroberung von Zarizyn. Zwei Schützendivisionen (28. und 38.) und ein Landungstrupp von Matrosen reichten jedoch zunächst nicht aus. Im Dezember 1919 kam es auf beiden Seiten zum Kommandowechsel. Ab 5. Dezember wurde die Kaukasische Armee von General V. L. Pokrowski anstelle von General Baron Wrangel geführt und am 28. Dezember wurde L. L. Kljuew als Kommandeur der roten 10. Armee durch A. W. Pawlow abgelöst.
Am 28. Dezember wurde die 50. Tamaner-Division (Oberst Jepifan Iowitsch Kowtjuch) von der roten 11. Armee (Komkor M. I. Vasilenko) als Verstärkung herangeführt und setzte vom linken Ufer der Wolga über. Die 37. Division von P. J. Dybenko von der 10. Armee rückte am rechten Ufer nach Zarizyn vor. In der Nacht des 3. Januar 1920 marschierten die Truppen der 10. und 11. Armee der Roten Armee wieder in Zarizyn ein. Letzte Einheiten der kaukasischen Armee verließen die Stadt und sprengten wichtige Objekte: Brücken, eine Wasserleitung, ein Kraftwerk.

### Deutsch
- Oleg Chlewnjuk: Stalin: Eine Biographie. Übersetzt von Helmut Dierlamm. Siedler, München 2015, ISBN 978-3-8275-0057-1.
- Orlando Figes: „Die Tragödie eines Volkes: Die Epoche der russischen Revolution 1891 bis 1924“, Berlin Verlag, Berlin 1998, ISBN 3-8270-0243-5.

### Russisch
- W. L. Gontscharow: dt. etwa:  Der Aufstieg Stalins. Verteidigung von Zarizyn. (russisch В. Л. Гончаров: Возвышение Сталина. Оборона Царицына.), Wetsche Verlag Moskau 2010, ISBN 978-5-9533-4709-9.
- S. A. Kislizyn: Der Präsident des Sownarkom Sowjetrusslands Sergej Syrzow., (russisch С. А. Кислицын: Председатель Совнаркома Советской России Сергей Сырцов.) Verlagsgruppe URSS Moskau 2013; ISBN 978-5-9710-0706-7.
- S. S. Woitikow: dt. etwa: Die neueste Geschichtsschreibung der Taten J. W. Stalins während des Russischen Bürgerkrieges. (russisch С. С. Войтиков: Новейшая историография деятельности И. В. Сталина в годы гражданской войны.) Bulletin der RGGU: Reihe "Literaturkritik, Linguistik und Kulturwissenschaften" 2017 Ausgabe 8, S. 122–129. ISSN 2073-6355. doi:10.28995/2686-7249-2017-8-122-129
- Andrei Wladislawowitsch Ganin: dt. etwa: Der ehemalige General A. W. Nosowitsch und der weiße Untergrund in der Roten Armee im Jahr 1918. (russisch А. В. Ганин: Бывший генерал А. В. Носович и белое подполье в Красной Армии в 1918 г.) Zeitschrift für russische und osteuropäische Geschichtswissenschaft 2017 Ausgabe 2, S. 6–34, ISSN 2409-1413. (englische Übersetzung, abgerufen am 22. Dezember 2021)
- KomDiw W. A. Melikow: dt. etwa: Die heldenhafte Verteidigung von Zarizyn (1918)., (russisch В. Меликов: Героическая оборона Царицына (1918)), Staatlicher Militärverlag Moskau 1940. (beinhaltet die zu Lebzeiten Stalins verbreitete Version der Ereignisse.)
- Pjotr Krasnow: dt. etwa: An der Heimatfront. (russisch Пётр Николаевич Краснов: На внутреннем фронте.), Airis Moskau 2003, ISBN 5-8112-0468-X

### Englisch
- Oleg Chlewnjuk: Stalin: A new Biography of a Dictator. Übersetzt von Nora Seligman Faworow. Yale University Press, New Haven und London 2015, ISBN 978-0-300-16388-9.
- Earl F. Ziemke: The Red Army, 1918–1941: From Vanguard of World Revolution to US Ally., Frank Cass London, New York, 2004, ISBN 0-7146-5551-1.
- Peter Kenez: Civil War in South Russia, The First Year of the Volunteer Army, 1918., University of California Press Berkeley 1971, ISBN 0-520-017099.
- Andrei Bubnow, Sergei Kamenew, Michail Tuchatschewski, Roberts Eidemanis, Richard W. Harrison (ed.): The Russian Civil War, 1918–1921, An Operational-Strategic Sketch of the Red Army’s Combat Operations., Casemate Havertown 2020, ISBN 978-1-95271-505-1